# Sacedón
Sacedón település Spanyolországban, Guadalajara tartományban. Sacedón Alocén, Alcocer, Cañaveruelas, Villalba del Rey, Buendía, Sayatón, Auñón és Pareja községekkel határos. Lakosainak száma 1595 fő (2024).

## Népesség
A település népessége az utóbbi években az alábbiak szerint változott:
| Lakosok száma | 1556 | 1626 | 1758 | 1856 | 1863 | 1716 | 1572 | 1533 | 1530 | 1595 |
|               | 2001 | 2004 | 2006 | 2009 | 2011 | 2014 | 2016 | 2019 | 2021 | 2024 |